# Schloss Niederfladnitz

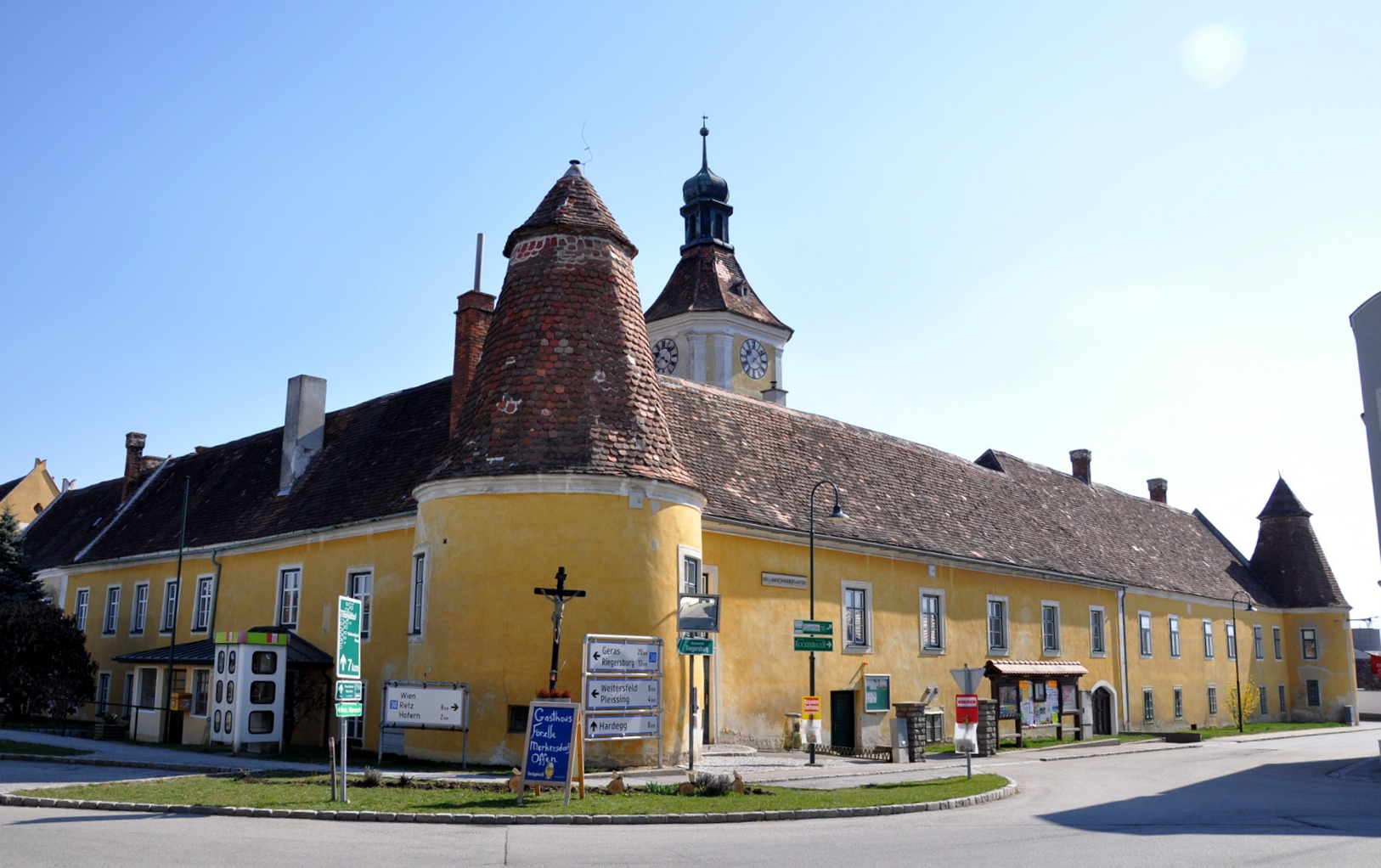
Schloss Niederfladnitz 2012

Das Schloss Niederfladnitz in Niederfladnitz (Niederösterreich) liegt an der Thayatal Straße B 30 westlich von Retz im Waldviertel.

## Geschichte
1279 wird ein Otto de Vlednitzer genannt. Herzog Albrecht der V. überlässt 1425 die Herrschaft Kaja, zu der auch Niederfladnitz gehört, Ulrich von Eyczing.
Zu Beginn des 16. Jahrhunderts verlegen die Eyczinger ihren Wohnsitz von der Burg Kaja nach Niederfladnitz. Zu dem Zweck ließen sie den Gutshof etwas ausbauen und wohnlicher gestalten. Allerdings sahen sie in dem Schloss mehr einen Verwaltungssitz als ein Repräsentationsgebäude. Im Jahr 1615 geht Niederfladnitz als Teil der Herrschaft Kaja durch Erbschaft an die Familie Trautson. Auch sie sieht in dem Gebäude einen Verwaltungssitz und keinen Wohnsitz.
1775 wird die Familie der Fürsten Auersperg durch Erbschaft Besitzer der Herrschaft mit Schloss Niederfladnitz und der Burg Kaja. Fürst Karl Auersperg-Trautson (1750–1822) erbaut sich um 1800 mit Karlslust ein repräsentatives Jagdschloss bei Niederfladnitz. Das alte Schloss bleibt Verwaltungssitz. Nach dem Tod des Fürsten Franz-Joseph Auersperg (1856–1938) gelangt der Besitz über seine Tochter Christiane zunächst in die Familie Croy, dann an die Familie Waldstein-Wartenberg. 1944/45 werden jüdische Zwangsarbeiter aus Ungarn zur Arbeit in Landwirtschaft und Forst eingesetzt. Seit 1945 sind die Ruine Kaja, Schloss Niederfladnitz und Karlslust im Besitz der Familie Waldstein-Wartenberg. Schloss Niederfladnitz befindet sich zum Teil in Besitz der Gemeinde Hardegg.

## Umgebung
Benachbarte Burgen und Schlösser sind die Burg Hardegg, Burg Kaja, Schloss Fronsburg und das Schloss Riegersburg, Schloss Karlslust und in der Tschechischen Republik die Ruine Nový Hrádek.